# Gastón Palacios
Gastón Palacios, vollständiger Name Gastón Javier Palacios Baleirón, (* 26. Dezember 1997 in Uruguay) ist ein uruguayischer Fußballspieler.

## Karriere
Der 1,70 Meter große Offensivakteur Palacios gehört seit der Clausura 2015 dem Kader des Erstligisten Club Atlético Rentistas an. Bei den Montevideanern debütierte er unter Trainer Manuel Keosseián am 12. April 2015 beim 1:1-Unentschieden gegen die Montevideo Wanderers in der Primera División, als er in der 46. Spielminute für Luis M. De los Santos eingewechselt wurde. In der Spielzeit 2014/15 lief er in insgesamt drei Erstligaspielen (kein Tor) auf. Anschließend folgten keine weiteren Erstligaeinsätze. Ende Januar 2016 wurde er an den Zweitligisten Club Atlético Progreso ausgeliehen, bei dem er in der Clausura 2016 13-mal (drei Tore) in der Liga zum Einsatz kam. Anschließend kehrte er zum nunmehr in die Zweitklassigkeit abgestiegenen Club Atlético Rentistas zurück und bestritt in der Saison 2016 neun Ligaspiel (ein Tor).